# Thesium cupressoides
Thesium cupressoides är en sandelträdsväxtart som beskrevs av Arthur William Hill. Thesium cupressoides ingår i släktet spindelörter, och familjen sandelträdsväxter. Inga underarter finns listade i Catalogue of Life.